# فرار از زندان (فصل ۴)
فصل چهارم مجموعه تلویزیونی فرار از زندان از اول سپتامبر ۲۰۰۸ در ایالات متحده شروع به پخش کرد. این فصل شامل ۲۴ قسمت (۲۲ قسمت تلویزیونی و ۲ قسمت مستقیم به DVD) است که ۱۶ قسمت از سپتامبر تا دسامبر ۲۰۰۸ پخش شد. پس از وقفه‌ای، در ۱۷ آوریل ۲۰۰۹ از سر گرفته شد و در ۱۵ مه ۲۰۰۹ با دو قسمت نهایی به پایان رسید. فصل چهارم به عنوان فصل پایانی فرار از زندان اعلام شد، با این حال سریال در قالب سری محدود به عنوان فرار از زندان: رستاخیز بازگشت، که اولین نمایش آن در ۴ آوریل ۲۰۱۷ بود.

## داستان
در فصل چهارم مایکل به دنبال خونخواهی معشوقهٔ خود سارا می‌باشد و پس از رویارویی با عوامل کمپانی در می‌یابد که سارا زنده است. با این حال مایکل مجبور می‌شود که در ازای آزادی خود و دوستانش به عده‌ای در براندازی شرکت‌های مافیایی کمک کند. شرکت مافیایی اطلاعاتی مربوط به یک پروژهٔ عظیم در ارتباط با انرژی را روی یک وسیلهٔ دیجیتال به نام سیلا ذخیره کرده و مایکل پی می‌برد رقبای این شرکت هم به دنبال سیلا هستند. در پایان مایکل متوجه زنده بودن مادر خود می‌شود و پی می‌برد که مادرش نیز در جرگهٔ افرادی است که می‌خواهند سیلا را به دست آورند. در نهایت گروهی که از او فراری می‌شوند به کمک مایکل می‌آیند و او و تمام افرادی که با وی از فاکس ریور فرار کرده و جان سالم به در برده بودند (به جز یک نفر، تئودور بگ‌ول) به خاطر همکاری با این گروه که منجر به از هم پاشیدن شرکت مافیایی و دستگیری رئیس آن می‌شود، مورد بخشش قرار می‌گیرند. در دو قسمت پایانی سریال، مشخص می‌شود که مایکل که از بیماری مهلکی در خود آگاه بوده ... .

## قسمت‌ها
| ۵۸ | ۱  | «سیلا»             | کوین هوکس     | مت اولمستد                                          | ۱ سپتامبر ۲۰۰۸  | 4AKJ01 | ۶٫۵۳ |
| ۵۹ | ۲  | «شکستن و وارد شدن» | بابی راث      | زاک استرین                                          | ۱ سپتامبر ۲۰۰۸  | 4AKJ02 | ۶٫۵۳ |
| ۶۰ | ۳  | «خاموش کردن»       | میلان چیلوف   | نیک سانتورا                                         | ۸ سپتامبر ۲۰۰۸  | 4AKJ03 | ۶٫۳۶ |
| ۶۱ | ۴  | «عقاب‌ها و فرشته‌ها» | مایکل سوییتزر | کارین یوشر                                          | ۱۵ سپتامبر ۲۰۰۸ | 4AKJ04 | ۵٫۷۹ |
| ۶۲ | ۵  | «گاوصندوق و صدا»   | کارن گاویولا  | ست هافمن                                            | ۲۲ سپتامبر ۲۰۰۸ | 4AKJ05 | ۵٫۸۴ |
| ۶۳ | ۶  | «منفجر کردن»       | برایان اسپیسر | کالیندا وازکز                                       | ۲۹ سپتامبر ۲۰۰۸ | 4AKJ06 | ۵٫۲۸ |
| ۶۴ | ۷  | «پنج راه سخت»      | گری ای براون  | کریستین تروکی                                       | ۶ اکتبر ۲۰۰۸    | 4AKJ07 | ۵٫۳۷ |
| ۶۵ | ۸  | «قیمت»             | بابی راث      | گراهام رولند                                        | ۲۰ اکتبر ۲۰۰۸   | 4AKJ08 | ۵٫۴۵ |
| ۶۶ | ۹  | «بزرگی حاصل شد»    | جسی بوچکو     | نیک سانتورا                                         | ۳ نوامبر ۲۰۰۸   | 4AKJ09 | ۵٫۲۳ |
| ۶۷ | ۱۰ | «افسانه»           | دوایت اچ لیتل | کارین یوشر                                          | ۱۰ نوامبر ۲۰۰۸  | 4AKJ10 | ۵٫۳۸ |
| ۶۸ | ۱۱ | «شورش آرام»        | کوین هوکس     | ست هافمن                                            | ۱۷ نوامبر ۲۰۰۸  | 4AKJ11 | ۵٫۵۲ |
| ۶۹ | ۱۲ | «از خود گذشته»     | مایکل سوییتزر | کالیندا وازکز                                       | ۲۴ نوامبر ۲۰۰۸  | 4AKJ12 | ۵٫۲۵ |
| ۷۰ | ۱۳ | «قبوله یا نه»      | بابی راث      | کریستین تروکی                                       | ۱ دسامبر ۲۰۰۸   | 4AKJ13 | ۵٫۸۴ |
| ۷۱ | ۱۴ | «فقط تجارت»        | مارک هلفریچ   | گراهام رولند                                        | ۸ دسامبر ۲۰۰۸   | 4AKJ14 | ۵٫۴۰ |
| ۷۲ | ۱۵ | «به زیر رفتن»      | کارن گاویولا  | زاک استرین                                          | ۱۵ دسامبر ۲۰۰۸  | 4AKJ15 | ۵٫۳۷ |
| ۷۳ | ۱۶ | «ایالت آفتاب»      | کوین هوکس     | مت اولمستد و نیکولا ووتون                           | ۲۲ دسامبر ۲۰۰۸  | 4AKJ16 | ۴٫۹۸ |
| ۷۴ | ۱۷ | «رگه مادری»        | جوناتان گلسنر | ست هافمن                                            | ۱۷ آوریل ۲۰۰۹   | 4AKJ17 | ۳٫۳۴ |
| ۷۵ | ۱۸ | «در مقابل»         | دوایت اچ لیتل | کریستین تروکی و کالیندا وازکز                       | ۲۴ آوریل ۲۰۰۹   | 4AKJ18 | ۳٫۰۶ |
| ۷۶ | ۱۹ | «S.O.B.»           | گری ای براون  | کارین یوشر                                          | ۱ مه ۲۰۰۹       | 4AKJ19 | ۳٫۲۰ |
| ۷۷ | ۲۰ | «کابوی‌ها و هندی‌ها» | میلان چیلوف   | نیک سانتورا                                         | ۸ مه ۲۰۰۹       | 4AKJ20 | ۲٫۹۹ |
| ۷۸ | ۲۱ | «نرخ مبادله»       | بابی راث      | زاک استرین                                          | ۱۵ مه ۲۰۰۹      | 4AKJ21 | ۳٫۳۲ |
| ۷۹ | ۲۲ | «کشتن شماره تو»    | کوین هوکس     | مت اولمستد و نیکولا ووتون                           | ۱۵ مه ۲۰۰۹      | 4AKJ22 | ۳٫۳۲ |
| '  |    |                    |               |                                                     |                 |        |      |
| ۸۰ | ۲۳ | «غل و زنجیر قدیمی» | برد ترنر      | داستان: کریستین تروکی توسط: نیک سانتورا و ست هافمن  | ۲۷ مه ۲۰۰۹ (UK) | 4AKJ23 | ن/م  |
| ۸۱ | ۲۴ | «آزاد»             | کوین هوکس     | داستان: کالیندا وازکز توسط: زاک استرین و کارین یوشر | ۲۷ مه ۲۰۰۹ (UK) | 4AKJ24 | ن/م  |

## شخصیت‌ها
- مایکل اسکافیلد: شخصیت اول فیلم که پس از ماجراهای فراوان به گروهی می‌پیوندد که خواستار نابودی سازمان هستند.
- لینکلن باروز: برادر مایکل که او نیز به این گروه پیوسته‌است.
- ژنرال جاناتان کرنس: رئیس سازمان است که خواستار کشته شدن مایکل و اعضای گروه مخالف کمپانی است.
- سارا تانکردی: معشوقه مایکل که پس از مدتی معلوم می‌شود زنده است و به یاری مایکل در مسئله نابودی سازمان می‌پیوندد.
- فرناندو سوکره: یار و دوست مایکل از فصل اول که در این جریانات او نیز به گروه می‌پیوندد.
- الکساندر ماهون: افسر فدرالی که درصدد دستگیری مایکل بود که به دلیل کشته شدن پسرش به دست عوامل سازمان تصمیم به انتقام خون فرزندش می‌گیرد و به گروه می‌پیوندد.